# Alfred von Tirpitz

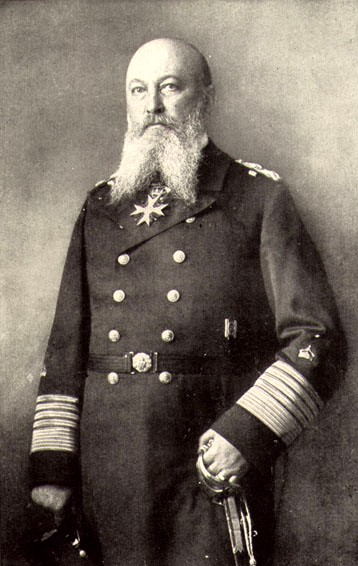
Alfred von Tirpitz

Alfred von Tirpitz (n. 19 martie 1849, Küstrin, Brandenburg - d. 6 martie 1930) a fost un amiral german.
A fost comandant al Marinei Imperiale Germane (Kaiserliche Marine) din 1914 până în 1916.
Nava de război Tirpitz a fost denumită după Alfred von Tirpitz.